# Синдром Кандинского — Клерамбо
Синдро́м Канди́нского — Клерамбо́, также Синдро́м психи́ческого автомати́зма (син.: синдром отчуждения, синдром воздействия) — одна из разновидностей галлюцинаторно-параноидного синдрома; включает в себя псевдогаллюцинации, бредовые идеи воздействия (психического и физического характера) и явления психического автоматизма (чувство отчуждённости, неестественности, «сделанности» собственных движений, поступков и мышления). Больной заявляет, что некто говорит его ртом, ходит его ногами, делает что-либо его руками.

## История
Понятие «синдром Кандинского — Клерамбо», названное в честь российского психиатра В. Х. Кандинского и французского психиатра Гаэтана Гасьяна де Клерамбо, было введено в клиническую практику по предложению А. Эпштейна и А. Перельмана. Оно используется и в настоящее время для обозначения синдрома психического автоматизма.

## Разновидности психического автоматизма
Гаэтан Гасьян де Клерамбо описал 3 вида автоматизма: идеаторный (ассоциативный, мыслительный) автоматизм, сенсорный (сенестопатический, чувственный) автоматизм и моторный (кинестетический, двигательный) автоматизм.

### Идеаторный автоматизм
Проявляется ощущением «вкладывания» чужих мыслей, явлением открытости (ощущение, что собственные мысли становятся известны окружающим), хищения мыслей, постороннего вмешательства в их течение, также могут ощущаться обрывы мыслей (шперрунг), непроизвольные наплывы мыслей (ментизм), беззвучное повторение мыслей («эхо мысли»). «Сделанными» могут ощущаться также сновидения и воспоминания (симптом разматывания воспоминаний). Характерно также отчуждение собственных эмоций, когда у больного возникает чувство, что эмоции он испытывает не самостоятельно, а под влиянием посторонней силы («мною смеются», «мною печалятся»).
К идеаторному автоматизму относится отчуждение эмоций и все виды псевдогаллюцинаций.

### Сенсорный автоматизм
Заключается в возникновении сенестопатий (вычурных и трудноописуемых ощущений в теле) или естественных ощущений в теле (холод, тепло, половое возбуждение, жжение, позывы на мочеиспускание), которые кажутся «сделанными», то есть специально вызванными. Может описываться воздействие путём аппаратов, космических лучей, магии. Таким образом, вкусовые и обонятельные псевдогаллюцинации относятся к сенсорным автоматизмам.

### Моторный автоматизм
Характеризуется наличием у больного ощущения, что любые движения, ходьба осуществляются не по его собственной воле, а опять же под влиянием внешних воздействий. Особым видом моторного психического автоматизма являются речедвигательные псевдогаллюцинации — ощущения, что движения языка, произнесение слов происходит помимо своей воли, под «внешним воздействием». Также больные могут ощущать, что их мимика (слёзы или улыбка) вызваны насильственно.
Нейролептический паркинсонизм больные также могут рассматривать как признак воздействия, не считая его побочным эффектом нейролептической терапии.

## Особенности явлений автоматизма
Несмотря на разнообразие проявлений психического автоматизма, общим для всех является восприятие любого ощущения или действия не как элемента собственного «я», а как чего-то чуждого, навеянного посторонней силой, то есть отчуждение собственного психического акта. Нередко при наличии явлений психического автоматизма появляются бредовые идеи преследования и воздействия.
Синдром психического автоматизма нередко сопровождается транзитивизмом — убеждением в том, что не только сами больные, но и их окружение ощущает воздействие и слышат «голоса».

## Характерные патологии
Синдром психического автоматизма наиболее характерен для шизофрении, особенно для её параноидной формы, и малоблагоприятен в плане прогноза. Описаны случаи возникновения отдельных автоматизмов при соматогенных заболеваниях и интоксикациях, таким образом, патогномоничным для шизофрении данный синдром не является.
В большинстве случаев появление данного синдрома связано именно с шизофренией, для которой особенно характерны идеаторные автоматизмы, которые в МКБ-10 рассматриваются как один из важнейших признаков данного заболевания.

## Лечение
Лечение комплексное: медикаментозное (антипсихотики); психотерапия (при положительном эффекте психотропных препаратов) с последующей реабилитацией.